# Pallacanestro Torino 2015-2016
Questa voce raccoglie le informazioni riguardanti la Pallacanestro Torino nelle competizioni ufficiali della stagione 2015-2016.

## Stagione
La Pallacanestro Torino nel 2015-2016 torna nella massima categoria di basket femminile dopo 44 anni.

## Roster

### Staff Tecnico
- Capo allenatore:  Manuele "Lele" Petrachi
- Vice allenatore: Patrick Comba
- Assistente:  Mara Pignocco

### Staff Medico
- Responsabile Settore Medico: Gianluca Stesina
- Medico Sociale: Vanni Brunatti
- Massofisioterapisti: Toni Lanza - Alessandra Bianco

### Organigramma Societario
- Presidente: Gianni Garrone
- Vice Presidente e Direttore Responsabile: Gino Coen
- Vice Presidente: Filippo Puglisi
- Direttore Sportivo: Mario Soriente
- Team Manager: Beppe Cortese
- Responsabile Tecnico Settore Giovanile: Marco Spanu
- Responsabili Comunicazione: Simone Bauducco e Domenico Marchese
- Responsabile Area Marketing: Warner Sicco
- Addetto agli arbitri: Claudio Cella
- Responsabile Statistiche: Fabio Gentile
- Addetto Statistiche: Marco Gallo
- Addetta Ticketing: Cristina Gramarossa

## Risultati

### Serie A1

#### Stagione Regolare

##### Girone di andata
| Napoli 4 ottobre 2015, ore 12:00 1ª giornata | Vigarano | 41 – 68 (14-14, 23-37, 33-55) referto | Pall. Torino | PalaVesuvio |

| Moncalieri 11 ottobre 201, ore 18:00 2ª giornata | Pall. Torino | 61 – 67 (13-13, 28-24, 48-48) referto | Umbertide | PalaEinaudi |

| Sesto San Giovanni 18 ottobre 2015, ore 18:00 3ª giornata | GEAS | 58 – 75 (25-19, 39-37, 49-61) referto | Pall. Torino | PalaCarzaniga |

| Moncalieri 25 ottobre 2015, ore 18:00 4ª giornata | Pall. Torino | 72 – 95 (18-35, 28-52, 60-75) referto | Basket Parma | PalaEinaudi |

| Cagliari 1 novembre 2015, ore 21:00 5ª giornata | CUS Cagliari | 80 – 77 (15-14, 37-43, 57-58) referto | Pall. Torino | PalaCUS |

| Moncalieri 8 novembre 2015, ore 18:00 6ª giornata | Pall. Torino | 64 – 71 (12-20, 23-33, 46-50) referto | Famila Schio | PalaEinaudi |

| Porano 14 novembre 2015, ore 20:30 7ª giornata | Azzurra Orvieto | 49 – 52 (19-14, 29-22, 39-34) referto | Pall. Torino | Palazzetto dello Sport |

| Moncalieri 29 novembre 2015, ore 18:00 8ª giornata | Pall. Torino | 39 – 60 (11-8, 23-30, 34-38) referto | Le Mura Lucca | PalaEinaudi |

| Napoli 6 dicembre 2015, ore 18:00 9ª giornata | Dike Napoli | 71 – 58 (19-17, 37-37, 50-52) referto | Pall. Torino | PalaVesuvio |

| Moncalieri 13 dicembre 2015, ore 18:00 10ª giornata | Pall. Torino | 44 – 63 (12-17, 25-38, 31-55) referto | Reyer Venezia | PalaEinaudi |

| San Martino di Lupari 19 dicembre 2015, ore 20:30 11ª giornata | San Martino | 74 – 64 (23-16, 37-30, 51-51) referto | Pall. Torino | Palazzetto dello Sport |

| Moncalieri 22 dicembre 2015, ore 20:30 12ª giornata | Pall. Torino | 57 – 68 (16-16, 30-32, 39-47) referto | Eirene Ragusa | PalaEinaudi |

| Battipaglia 3 gennaio 2016, ore 18:00 13ª giornata | PB63 Battipaglia | 76 – 84 (16-23, 32-50, 57-67) referto | Pall. Torino | PalaZauli |

##### Girone di ritorno
| Vigarano Mainarda 10 gennaio 2016, ore 18:00 14ª giornata | Vigarano | 58 – 67 (14-11, 30-30, 49-48) referto | Pall. Torino | PalaVigarano |

| Umbertide 17 gennaio 2016, ore 18:00 15ª giornata | Umbertide | 88 – 73 (23-19, 42-37, 66-47) referto | Pall. Torino | PalaMorandi |

| Moncalieri 24 gennaio 2016, ore 18:00 16ª giornata | Pall. Torino | 86 – 53 (24-16, 49-27, 64-40) referto | GEAS | PalaEinaudi |

| Parma 31 gennaio 2016, ore 18:00 17ª giornata | Basket Parma | 82 – 56 (19-15, 38-37, 66-46) referto | Pall. Torino | PalaCiti |

| Moncalieri 7 febbraio 2016, ore 18:00 18ª giornata | Pall. Torino | 88 – 64 (11-20, 40-35, 61-52) referto | CUS Cagliari | PalaEinaudi |

| Ragusa 13 febbraio 2016, ore 18:00 25ª giornata anticipo | Eirene Ragusa | 76 – 52 (11-19, 34-27, 59-42) referto | Pall. Torino | PalaMinardi |

| Schio 28 febbraio 2016, ore 18:00 19ª giornata | Famila Schio | 76 – 52 (11-19, 34-27, 59-42) referto | Pall. Torino | PalaCampagnola |

| Moncalieri 2 marzo 2016, ore 20:30 20ª giornata | Pall. Torino | 67 – 78 (14-18, 33-38, 46-53) referto | Azzurra Orvieto | PalaEinaudi |

| Lucca 6 marzo 2016, ore 18:00 21ª giornata | Le Mura Lucca | 61 – 47 (17-21, 31-27, 47-36) referto | Pall. Torino | PalaTagliate |

| Moncalieri 13 marzo 2016, ore 18:00 22ª giornata | Pall. Torino | 75 – 66 (17-25, 32-44, 57-52) referto | Dike Napoli | PalaEinaudi |

| Mestre 20 marzo 2016, ore 18:00 23ª giornata | Reyer Venezia | 69 – 57 (17-14, 37-26, 53-42) referto | Pall. Torino | Palasport Taliercio |

| Moncalieri 26 marzo 2016, ore 20:30 24ª giornata | Pall. Torino | 62 – 71 (9-10, 22-30, 41-47) referto | San Martino | PalaEinaudi |

| Moncalieri 10 aprile 2016, ore 18:00 26ª giornata | Pall. Torino | 78 – 72 (23-12, 39-25, 61-43) referto | PB63 Battipaglia | PalaEinaudi |

## Play-off

### Primo turno
Si disputa con la formula delle gare andata/ritorno: la prima partita si gioca in casa della squadra peggio piazzata in Regular Season, la seconda a campi invertiti.
| Moncalieri 14 aprile 2016, ore 20:30 Primo Turno | Pall. Torino | 43 – 60 (11-12, 18-27, 29-45) referto | Dike Napoli | PalaEinaudi |

| Napoli 17 aprile 2016 Primo Turno | Dike Napoli | 55 – 76 (20-15, 25-34, 37-49, 52-69) referto | Pall. Torino | PalaVesuvio |

### Quarti di finale
Si disputa al meglio delle 3 gare: la prima e l'eventuale terza partita si giocano in casa della squadra meglio piazzata in Regular Season, la seconda a campi invertiti..
| Lucca 21 aprile 2016, ore 20:30 | Gesam Gas&Luce Lucca | 85 – 62 (22-14, 46-27, 67-43) | Pallacanestro Torino | PalaTagliate |

| Moncalieri 24 aprile 2016, ore 18:00 | Pallacanestro Torino | 47 – 68 (12-13, 22-29, 35-47) | Gesam Gas&Luce Lucca | PalaEinaudi |

## Statistiche

### Statistiche di squadra
| Competizione      | Punti | In casa | In casa | In casa | In casa | In casa | In trasferta | In trasferta | In trasferta | In trasferta | In trasferta | Totale | Totale | Totale | Totale | Totale | Totale |
| Competizione      | Punti | G       | V       | P       | PF      | PS      | G            | V            | P            | PF           | PS           | G      | V      | P      | PF     | PS     | DIF    |
| ----------------- | ----- | ------- | ------- | ------- | ------- | ------- | ------------ | ------------ | ------------ | ------------ | ------------ | ------ | ------ | ------ | ------ | ------ | ------ |
| Stagione Regolare | 18    | 12      | 4       | 8       | 793     | 828     | 14           | 5            | 9            | 899          | 970          | 26     | 9      | 17     | 1692   | 1798   | -106   |
| Play off          | -     | 2       | 0       | 2       | 90      | 128     | 2            | 1            | 1            | 138          | 140          | 4      | 1      | 3      | 228    | 268    | -40    |
| Totale Serie A    | -     | 14      | 4       | 10      | 883     | 956     | 16           | 6            | 10           | 1037         | 1110         | 30     | 10     | 20     | 1920   | 2066   | -146   |

### Statistiche dei giocatori
| Giocatore         | Stagione Regolare | Stagione Regolare | Stagione Regolare | Stagione Regolare | Play off | Play off | Play off | Play off | Totale Serie A | Totale Serie A | Totale Serie A | Totale Serie A |
| Giocatore         | PG                | PTI               | AST               | RIM               | PG       | PTI      | AST      | RIM      | PG             | PTI            | AST            | RIM            |
| ----------------- | ----------------- | ----------------- | ----------------- | ----------------- | -------- | -------- | -------- | -------- | -------------- | -------------- | -------------- | -------------- |
| E. Chiabotto      | 2                 | 3                 | 0                 | 0                 | 0        | 0        | 0        | 0        | 2              | 3              | 0              | 0              |
| F. Rosso          | 1                 | 0                 | 0                 | 1                 | 0        | 0        | 0        | 0        | 1              | 0              | 0              | 1              |
| A. Puliti         | 26                | 123               | 25                | 49                | 4        | 24       | 2        | 8        | 30             | 147            | 27             | 57             |
| P. Montanaro      | 2                 | 0                 | 4                 | 2                 | 0        | 0        | 0        | 0        | 2              | 0              | 4              | 2              |
| A. Quarta         | 26                | 142               | 42                | 64                | 4        | 33       | 5        | 16       | 30             | 175            | 47             | 80             |
| C. Coen           | 22                | 142               | 9                 | 65                | 4        | 28       | 1        | 8        | 26             | 170            | 10             | 73             |
| D. Domizi         | 16                | 10                | 10                | 7                 | 1        | 2        | 0        | 2        | 17             | 12             | 10             | 9              |
| E. Penz           | 6                 | 2                 | 0                 | 3                 | 1        | 0        | 0        | 0        | 7              | 2              | 0              | 3              |
| Y. Anderson       | 26                | 516               | 88                | 124               | 4        | 69       | 13       | 21       | 30             | 585            | 101            | 145            |
| I. Cordola        | 16                | 22                | 0                 | 12                | 3        | 2        | 0        | 3        | 19             | 24             | 0              | 15             |
| C. Salvini        | 16                | 24                | 5                 | 15                | 0        | 0        | 0        | 0        | 16             | 24             | 5              | 15             |
| J. Smith          | 26                | 373               | 42                | 228               | 4        | 23       | 4        | 46       | 30             | 396            | 46             | 274            |
| F. Gallucci       | 1                 | 0                 | 0                 | 1                 | 0        | 0        | 0        | 0        | 1              | 0              | 0              | 1              |
| K. Sōtīriou       | 26                | 242               | 32                | 114               | 4        | 38       | 2        | 12       | 30             | 280            | 34             | 126            |
| M. Mitongu Ntumba | 21                | 94                | 10                | 73                | 4        | 9        | 1        | 3        | 25             | 103            | 11             | 76             |